# I Can’t Go To Sleep
I Can’t Go To Sleep – singiel amerykańskiego zespołu hip-hopowego Wu-Tang Clan wydany w 2001 roku z gościnnym udziałem Isaaca Hayesa udzielającego się wokalnie, jak i również autora kompozycji zatytułowanej "Walk On By" z roku 1969, z której pobrano sample stanowiące podkład. Utwór "I Can’t Go To Sleep" znalazł się na albumie The W.

## Lista utworów
1. I Can’t Go To Sleep (Explicit Version) – 3:35
2. Careful (Click, Click) (Explicit Version) – 4:56